# 542-га гренадерська дивізія (Третій Рейх)
542-га гренадерська дивізія (Третій Рейх) (нім. 542. Grenadier-Division) — гренадерська піхотна дивізія Вермахту за часів Другої світової війни.

## Історія
542-га гренадерська дивізія сформована 8 липня 1944 року на території навчального центру Штаблак (нім. Truppenübungsplatz Stablack) I військового округу (нім. Wehrkreis I), але вже 12 серпня 1944 вона була переформована на 542-гу піхотну дивізію, а 9 жовтня стала 542-ю фольксгренадерською дивізією.

## Райони бойових дій
- Німеччина (липень 1944);
- Східний фронт (центральний напрямок) (липень — серпень 1944).

## Командування

### Командири
- генерал-лейтенант Карл Леврік (нім. Karl Löwrick) (8 липня — 12 серпня 1944).

### Підпорядкованість
| Час    | Корпус     | Армія      | Група армій (округ) | Штаб                     |
| ------ | ---------- | ---------- | ------------------- | ------------------------ |
| 1944   |            |            |                     |                          |
| липень | формування | формування | формування          | Навчальний центр Штаблак |

### Склад
| 1944                                      |
| ----------------------------------------- |
| 1076-й гренадерський полк                 |
| 1077-й гренадерський полк                 |
| 1078-й гренадерський полк                 |
| 1542-й артилерійський полк                |
| 1542-й дивізіон «Штурмгешуц»              |
| 1542-й інженерний батальйон               |
| 1542-га фузілерна рота                    |
| 1542-га зенітна батарея                   |
| 1542-га рота зв'язку                      |
| 1542-ге дивізійне управління забезпечення |

## Нагороджені дивізії
Нагороджені дивізії
|  | Кавалери Нагрудного знаку ближнього бою в золоті                                                           | 1  |
|  | Кавалери Золотого Німецького Хреста                                                                        | 6  |
|  | Кавалери Срібного Німецького Хреста                                                                        | 2  |
|  | Кавалери Лицарського хреста Залізного хреста                                                               | 11 |
|  | Кавалери Почесної застібки Сухопутних військ «Почесна застібка на орденську стрічку для Сухопутних військ» | 12 |

- Нагороджені Сертифікатом Пошани Головнокомандувача Сухопутних військ (1)
- Нагороджені Сертифікатом Пошани Головнокомандувача Сухопутних військ за збитий літак противника (1)